# Toleman
La Toleman è stata una scuderia britannica fondata da Ted Toleman, attiva dal 1977 al 1985. Durante la sua storia ha preso parte a diverse competizioni motoristiche su pista, anche se il suo nome rimane particolarmente legato alla Formula 1, categoria in cui ha corso dal 1981 al 1985, e ad Ayrton Senna, che proprio con la casa inglese fece il suo debutto nella massima serie.
Nel palmarès della Toleman figura anche una vittoria del campionato europeo di Formula 2 del 1980, oltre a vari successi in singole gare.

## Storia

### Origini
Il gruppo Toleman venne fondato da Edward Toleman nel 1926 e, inizialmente, operava nel campo dei trasporti. Si occupava in particolare della distribuzione in Gran Bretagna di autovetture della Ford, anche se in seguito l'attività venne diversificata. Nel giro di pochi anni i profitti incrementarono notevolmente e la società arrivò ad impiegare circa duemila dipendenti e 400 trasportatori.
La raggiunta sicurezza economica fece sì che iniziassero i primi approcci con il mondo delle corse negli anni '50, quando Albert Toleman fece il suo debutto come pilota nel mondo dei rally, vincendo anche alcune gare locali. Solamente dopo la sua morte, quando i figli Ted e Bob presero la guida della società e conobbero Alex Hawkridge nel 1968, l'interesse per l'automobilismo divenne più concreto e, gradualmente, il gruppo si inserì nelle formule minori come costruttore.

### L'esordio nelle corse
Nel corso degli anni '70 i tre decisero di entrare nel mondo delle corse di auto su pista. Il gruppo Toleman sponsorizzò quindi la Ford nelle gare Turismo e il pilota sudafricano Rad Dougall; la morte di Bob Toleman durante una gara di Formula Ford inglese non interruppe i progetti dell'azienda e nel 1977 venne fondato un team per gareggiare nella categoria.
L'anno successivo si decise il passaggio alla Formula 2, utilizzando i telai March. Hawkridge decise di assumere il promettente progettista Rory Byrne, mentre come pilota ci si affidò a Dougall, già sponsorizzato negli anni passati. Al debutto il sudafricano si piazzò terzo e chiuse la stagione tredicesimo. Nel 1979 la squadra decise di passare ai Ralt e utilizzò i motori Hart. Venne inoltre assunto l'inglese Brian Henton, che affiancò il confermato Dougall. In campionato Henton mancò il titolo solamente all'ultima gara, superato da Marc Surer. Decisiva fu la squalifica subita nella terzultima corsa a causa di un taglio di chicane al primo giro. Il team chiuse la stagione con tre vittorie (due con Henton e una con Dougall) e il secondo e quinto posto finale nel campionato piloti.
L'anno successivo il team decise di costruirsi in proprio le vetture, affidando la progettazione a Rory Byrne. La monoposto, marchiata TG280, era equipaggiata con i motori Hart sviluppati in esclusiva. Come piloti vennero ingaggiati Derek Warwick e Stephen South ma, dopo che quest'ultimo aveva compiuto un provino senza autorizzazione con la McLaren, venne licenziato e al suo posto fu richiamato Henton. I piloti dominarono la stagione, con Henton che si laureò campione europeo e Warwick secondo, con 4 vittorie, a cui vanno aggiunti i due successi del team satellite Docking Spitzley con Siegfried Stohr e Huub Rothengatter. Addirittura nel Gran Premio del Limburgo sul Circuito di Zolder, le Toleman chiusero ai primi 4 posti con Rothengatter, Henton, Stohr e Warwick nell'ordine.
A fine anno la Toleman decise di passare alla Formula 1. Tramite una serie di alleanze diplomatiche con FIA e FISA riuscì a garantirsi l'accesso alla massima serie automobilistica. Dopo aver analizzato la possibilità di utilizzare un motore turbo derivato da quello impiegato dalla Lancia Montecarlo Gruppo 5, si decise di finanziare lo sviluppo di un motore Turbo derivato dal motore Hart di Formula 2.
Il progetto delle Formula 2 venne ceduto alla Lola Racing Cars che lo sviluppò nel modello T850.

### Formula 1

#### 1981-1982: esordio con molti problemi

Derek Warwick ai box durante il Gran Premio di San Marino 1981, nel giorno del debutto della Toleman

La Toleman entrò quindi in Formula 1 confermando il nucleo di tecnici e piloti che le aveva permesso di affermarsi nelle categorie inferiori. Rory Byrne progettò la TG181, ma si trattava di una vettura pesante ed era penalizzata dall'assoluta mancanza di potenza ed affidabilità del motore Hart e dalla scarsa efficacia delle gomme fornite dalla Pirelli, che a sua volta rientrava in Formula 1 dopo oltre 20 anni d'assenza. La monoposto, pesante e goffa, fu utilizzata per due anni, guadagnandosi proprio per la "stazza" i poco onorevoli nomignoli di "Maiale volante" (Flying Pig) e "General Belgrano" (dal nome di un incrociatore argentino affondato durante la Guerra delle Falkland).
Nella sua prima stagione nella massima formula, il 1981, la scuderia non si presentò per le prime tre gare per completare lo sviluppo della vettura. Il team fece il suo debutto a San Marino, fallendo la qualificazione con entrambi i piloti. Trascorsero 10 gare prima che una Toleman prendesse il via: al Gran Premio d'Italia, Brian Henton riuscì a qualificarsi e conquistò il 10º posto finale. Warwick, invece, si qualificò nell'ultima gara a Las Vegas, ritirandosi.

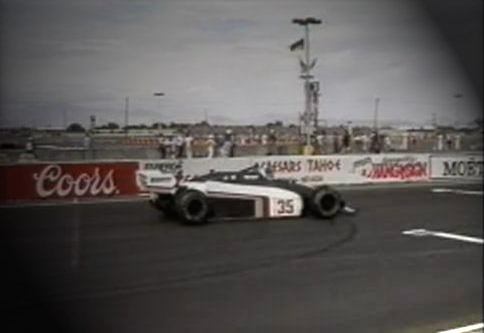
Derek Warwick impegnato al Gran Premio di Las Vegas 1982 alla guida della sua Toleman

Per la stagione 1982 vennero effettuati alcuni cambiamenti all'interno del team. La TG181 venne evoluta e alleggerita, ma l'affidabilità rimaneva un grave problema (molte rotture di motore avvennero già in prova, con conseguente mancata qualificazione). Inoltre Henton venne sostituito dal debuttante Teo Fabi. Le vetture della scuderia cominciarono comunque a qualificarsi con più regolarità, ma i risultati non erano ancora ottimali tanto che il miglior piazzamento stagionale fu un decimo posto. Nella seconda parte del campionato, però, la vettura si mostrò abbastanza competitiva: Warwick fece segnare il giro più veloce al Gran Premio d'Olanda, mentre durante il successivo Gran Premio di Gran Bretagna risalì con una rimonta travolgente sino al secondo posto prima di ritirarsi per la rottura di un semiasse. Nel finale di stagione la scuderia fece esordire la TG183 che, caratterizzata da un telaio in fibra di carbonio, un'aerodinamica innovativa e dal peso ridotto, sembrava poter garantire un salto di qualità per il team, ma si trovò presto superata dalle modifiche regolamentari.

#### 1983: i primi punti
Il 1983 iniziò con buone prospettive: la scuderia disponeva di un budget vicino ai 5 milioni di sterline e si erano aggiunti nuovi sponsor, tra i quali Iveco, Magirus e BP. Il regolamento tecnico, però, fu completamente rivisto per quanto riguardava le regole dell'aerodinamica, con l'abolizione delle cosiddette minigonne e delle vetture che sfruttavano l'effetto suolo. La 183B manteneva dunque solo il telaio e il motore della vettura che aveva disputato con Warwick le due ultime gare della stagione precedente. La monoposto, detta anche "batmobile", assolutamente innovativa, era caratterizzata da una parte anteriore carenata con un muso a tutta larghezza (stile anni 70) che conteneva i radiatori, un corpo centrale stretto, fiancate molto corte e un enorme alettone davanti alle ruote anteriori che si aggiungeva a quello posteriore. Come piloti furono messi sotto contratto Warwick e Bruno Giacomelli. La vettura mostrò buone potenzialità telaistiche e una buona potenza del motore, soprattutto dopo che Hart introdusse, primo fra tutti, il sistema di accensione a doppia candela. La vettura soffriva però di croniche rotture di turbine, anche a causa del basso budget a disposizione della Hart per lo sviluppo, ed era piuttosto difficile da assettare.
Nonostante ciò, durante i test invernali svoltisi a Rio Warwick fu il più veloce. La prima parte di stagione fu, però, tribolata a causa di vari guasti meccanici e anche quando ciò non accadeva, erano i piloti a sbagliare; a Montecarlo, ad esempio, Warwick, al momento quarto, uscì di gara tamponando Marc Surer. La Toleman colse finalmente il primo risultato utile della sua storia nel Gran Premio d'Olanda, con un quarto posto conquistato sempre da Warwick, che nel finale di stagione conquistò 4 risultati utili consecutivi che valsero il nono posto in classifica generale con 10 punti.

#### 1984: Senna e la stagione d'oro

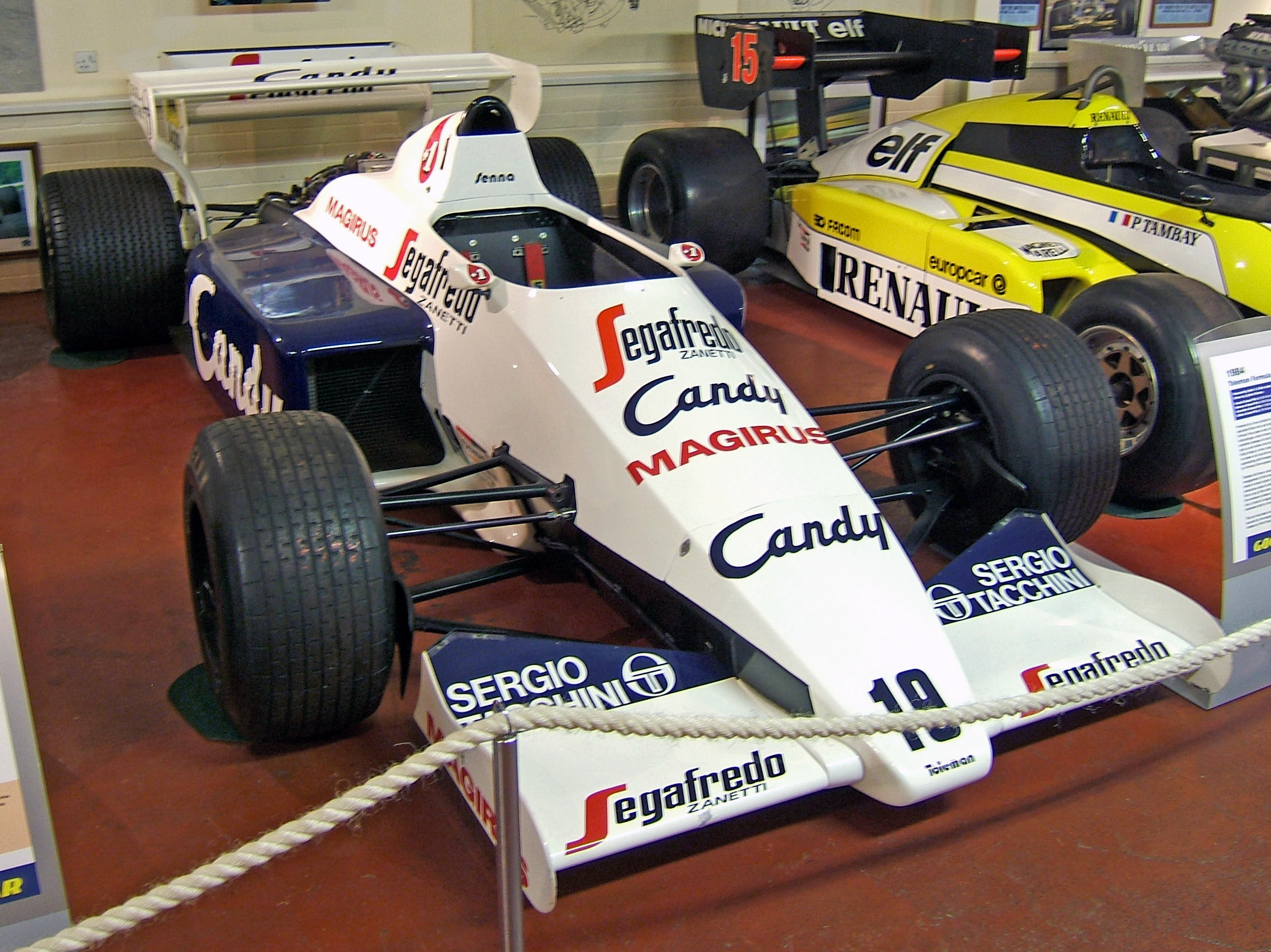
La Toleman TG184 del 1984

Nel 1984 la Toleman si trovò costretta a cambiare entrambi i piloti. Con un budget più ridotto rispetto alla stagione precedente Hawkridge decise di ingaggiare l'astro nascente Ayrton Senna come primo pilota, affiancandogli l'ex campione di motociclismo Johnny Cecotto. La scelta del brasiliano, inizialmente, non convinceva Rory Byrne ma, dopo aver visto il suo approccio con la vettura durante un test a Silverstone e i suoi tempi sul giro, anch'egli appoggiò la scelta.
La stagione iniziò con la vecchia 183B, ma già al primo Gran Premio stagionale entrambi i piloti furono costretti al ritiro per la rottura del motore. Insoddisfatti dalla mancanza di affidabilità delle turbine Garrett, Hawkridge e Hart, sfruttando il fatto che lo sponsor Iveco montava le turbine della Holset, azienda del gruppo Cummins, si rivolsero all'azienda per ottenere la medesima fornitura. La modifica portò ad un notevole incremento dell'affidabilità e Senna conquistò due sesti posti. Contemporaneamente i rapporti con il fornitore di pneumatici Pirelli, già incrinatisi nel corso del 1983, arrivarono alla rottura definitiva: dopo le prime prove del Gran Premio di San Marino la Toleman accusò duramente la casa italiana, incolpandola della mancanza di competitività delle gomme e rescindendo il contratto per accordarsi con Michelin. Proprio in tale occasione Senna, per l'unica volta in carriera, non riuscì a qualificarsi. Dal Gran Premio di Francia fu introdotta la nuova vettura, la TG184, che, sulla base telaistica della 183, adottava un'aerodinamica più convenzionale almeno nella parte anteriore.

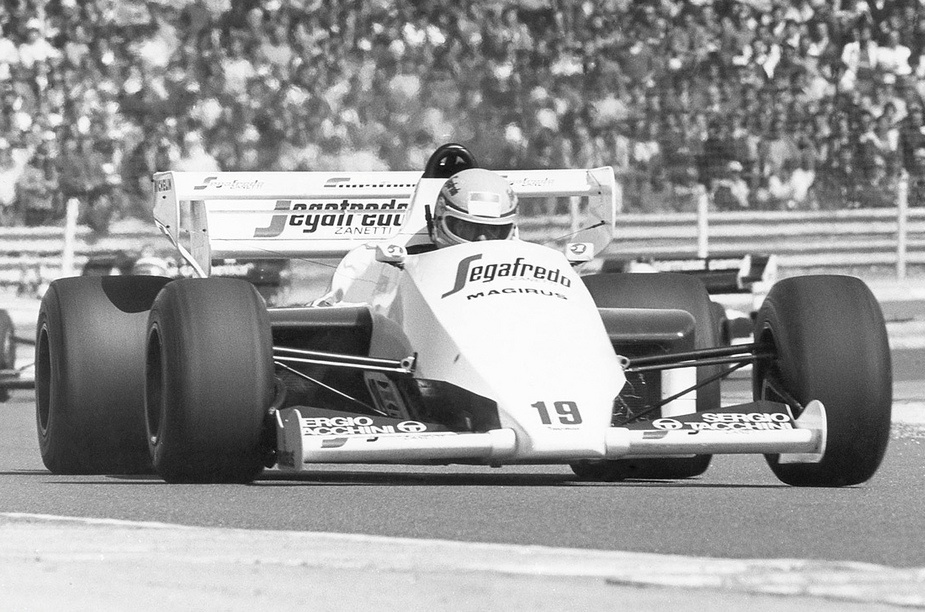
Ayrton Senna guida la Toleman al Gran Premio d'Olanda 1984, poi concluso con un ritiro a causa di un guasto meccanico

Con una vettura ben realizzata ed un motore Hart che, pur soffrendo per gli elevati consumi e la potenza limitata, era ora più affidabile, al Gran Premio di Monaco Senna ottenne il miglior risultato della storia del team, conquistando il 2º posto in una gara caratterizzata da un diluvio e con l'attribuzione di punteggi dimezzati a causa dell'esiguo numero di giri effettuati. Ci furono anche degli strascichi polemici perché la sospensione della gara fu decisa dal direttore di corsa Jacky Ickx (pilota Porsche nel mondiale endurance) quando Senna stava rimontando rapidamente sul leader della corsa Alain Prost al volante della McLaren motorizzata proprio dalla casa tedesca. 
Al Gran Premio di Gran Bretagna Senna salì nuovamente sul podio, giungendo terzo, ma nella stessa gara Cecotto subì un grave incidente, in seguito al quale riportò varie fratture alle gambe, che pose fine all'esperienza in F1 del pilota venezuelano, sostituito da Stefan Johansson. A seguito del Gran Premio d'Olanda venne ufficializzato l'ingaggio di Senna da parte della Lotus e la Toleman decise di sostituirlo con Pierluigi Martini per la gara di Monza, salvo poi richiamarlo al successivo appuntamento mondiale. Entro il termine della stagione il brasiliano conquistò poi un altro podio e la scuderia inglese chiuse la sua miglior stagione al settimo posto con sedici punti ottenuti.

#### 1985: l'addio

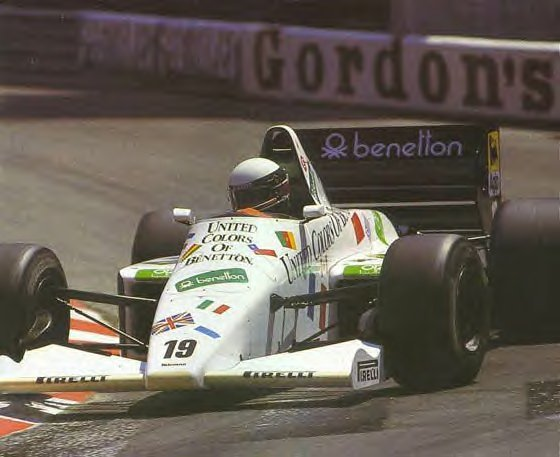
Teo Fabi alla guida della TG185, con cui conquistò la sua prima pole position in carriera

Per il 1985, la Toleman aveva grandi ambizioni; fallito il tentativo di avere i motori Renault, fu approntata una vettura totalmente nuova, la TG185. Tuttavia, a fine 1984 la Michelin decise di lasciare la Formula 1 e la scuderia rimase senza un fornitore di pneumatici. Né la Goodyear (che aveva deciso di limitare le forniture) né la Pirelli (tradita polemicamente pochi mesi prima) erano disposte a firmare un contratto con il team. Nei test primaverili di Rio, Johansson ottenne buoni tempi prima con delle gomme Michelin rimaste in magazzino, poi con delle Pirelli ricevute grazie all'intercessione di Enzo Ferrari.
La Toleman dovette però rinunciare a disputare le prime tre gare di stagione, impiegando il tempo a testare la vettura con delle gomme Avon di Formula 3000, e Johansson passò alla Ferrari per sostituire René Arnoux. A maggio la scuderia fu ceduta alla Benetton che convinse la Pirelli a fornire le gomme, anche se formalmente la Benetton rilevò la fornitura della casa italiana destinata al team Spirit, che lasciava la Formula 1 in crisi economica. L'esordio stagionale avvenne quindi al Gran Premio di Monaco con un'unica vettura affidata a Teo Fabi. La TG185, però, pur disponendo di un buon telaio aveva un motore non eccessivamente potente e alquanto fragile. Infatti Fabi e Piercarlo Ghinzani, affiancatogli nelle ultime gare stagionali, non ottennero alcun punto, ma collezionarono diversi ritiri. L'unico risultato degno di nota fu un'inaspettata pole position al Gran Premio di Germania ottenuta da Fabi, che abbassò il record del circuito di oltre un secondo.
In agosto, fu definitivamente formalizzata la cessione e l'annuncio che dal 1986 il team si sarebbe chiamato Benetton Formula. La Toleman lasciava quindi la Formula 1 dopo aver disputato 57 Gran Premi senza vincerne nessuno, ma ottenendo una pole position, due giri più veloci in gara e tre podi.

## Risultati in Formula 1
| Anno | Vettura | Motore    | Gomme | Piloti  |  |  |  |    |    |    |    |    |    |    |    |    |    |    |     |  | Punti | Pos. |
| ---- | ------- | --------- | ----- | ------- |  |  |  | -- | -- | -- | -- | -- | -- | -- | -- | -- | -- | -- | --- |  | ----- | ---- |
| 1981 | TG181   | Hart 415T | P     | Henton  |  |  |  | NQ | NQ | NQ | NQ | NQ | NQ | NQ | NQ | NQ | 10 | NQ | NQ  |  | 0     | -    |
| 1981 | TG181   | Hart 415T | P     | Warwick |  |  |  | NQ | NQ | NQ | NQ | NQ | NQ | NQ | NQ | NQ | NQ | NQ | Rit |  | 0     | -    |

| Anno | Vettura             | Motore    | Gomme | Piloti  |     |    |    |    |     |    |  |  |     |     |     |    |     |     |     |     | Punti | Pos. |
| ---- | ------------------- | --------- | ----- | ------- | --- | -- | -- | -- | --- | -- |  |  | --- | --- | --- | -- | --- | --- | --- | --- | ----- | ---- |
| 1982 | TG181B TG181C TG183 | Hart 415T | P     | Warwick | Rit | NQ | NQ | NP | Rit | NQ |  |  | Rit | Rit | 15  | 10 | Rit | Rit | Rit | Rit | 0     | -    |
| 1982 | TG181B TG181C TG183 | Hart 415T | P     | Fabi    | NQ  | NQ | NQ | NC | Rit | NQ |  |  | NQ  | Rit | Rit | NQ | Rit | Rit | Rit | NQ  | 0     | -    |

| Anno | Vettura | Motore    | Gomme | Piloti     |     |     |     |     |     |   |     |     |     |     |     |    |   |   |     |  | Punti | Pos. |
| ---- | ------- | --------- | ----- | ---------- | --- | --- | --- | --- | --- | - | --- | --- | --- | --- | --- | -- | - | - | --- |  | ----- | ---- |
| 1983 | TG183B  | Hart 415T | P     | Warwick    | 8   | Rit | Rit | Rit | Rit | 7 | Rit | Rit | Rit | Rit | Rit | 4  | 6 | 5 | 4   |  | 10    | 9º   |
| 1983 | TG183B  | Hart 415T | P     | Giacomelli | Rit | Rit | 13* | Rit | NQ  | 8 | 9   | Rit | Rit | Rit | Rit | 13 | 7 | 6 | Rit |  | 10    | 9º   |

| Anno | Vettura      | Motore    | Gomme | Piloti    |     |     |     |    |     |     |   |     |     |    |     |     |     |    |     |    | Punti | Pos. |
| ---- | ------------ | --------- | ----- | --------- | --- | --- | --- | -- | --- | --- | - | --- | --- | -- | --- | --- | --- | -- | --- | -- | ----- | ---- |
| 1984 | TG183B TG184 | Hart 415T | P M   | Senna     | Rit | 6   | 6   | NQ | Rit | 2   | 7 | Rit | Rit | 3  | Rit | Rit | Rit |    | Rit | 3  | 16    | 7º   |
| 1984 | TG183B TG184 | Hart 415T | P M   | Johansson |     |     |     |    |     |     |   |     |     |    |     |     |     | 4  | Rit | 11 | 16    | 7º   |
| 1984 | TG183B TG184 | Hart 415T | P M   | Cecotto   | Rit | Rit | Rit | NC | Rit | Rit | 9 | Rit | Rit | NQ |     |     |     |    |     |    | 16    | 7º   |
| 1984 | TG183B TG184 | Hart 415T | P M   | Martini   |     |     |     |    |     |     |   |     |     |    |     |     |     | NQ |     |    | 16    | 7º   |

| Anno | Vettura | Motore    | Gomme | Piloti   |  |  |  |     |     |     |     |     |     |     |     |    |     |     |     |     | Punti | Pos. |
| ---- | ------- | --------- | ----- | -------- |  |  |  | --- | --- | --- | --- | --- | --- | --- | --- | -- | --- | --- | --- | --- | ----- | ---- |
| 1985 | TG185   | Hart 415T | P     | Fabi     |  |  |  | Rit | Rit | Rit | 14* | Rit | Rit | Rit | Rit | 12 | Rit | Rit | Rit | Rit | 0     | -    |
| 1985 | TG185   | Hart 415T | P     | Ghinzani |  |  |  |     |     |     |     |     |     | NP  | Rit | NP | Rit | Rit | Rit | Rit | 0     | -    |

| Legenda | 1º posto     | 2º posto | 3º posto    | A punti         | Senza punti/Non class.  | Grassetto – Pole position Corsivo – Giro più veloce |
| Legenda | Squalificato | Ritirato | Non partito | Non qualificato | Solo prove/Terzo pilota | Grassetto – Pole position Corsivo – Giro più veloce |

* – Indica il pilota ritirato ma ugualmente classificato avendo coperto, come previsto dal regolamento, almeno il 90% della distanza di gara.